# Christine Van Broeckhoven
Christine Van Broeckhoven (Antwerpen, 9 april 1953) is een Belgische moleculair biologe en voormalig politica voor de sp.a.

## Levensloop
Van Broeckhoven behaalde in 1975 een licentie in de biochemie en in 1980 een doctoraat in de moleculaire biologie aan de Universiteit Antwerpen. Van 1980 tot 1983 deed ze postdoctoraal onderzoek naar stofwisselingsziekten aan het Provinciaal Instituut voor Hygiëne. In 1983 richtte ze haar eigen laboratorium voor moleculaire genetica op aan de Universiteit Antwerpen. Hier ging ze een feministisch getint personeelsbeleid voeren: positieve actie om meer vrouwen aan te nemen en aandacht voor de combinatie zorg en arbeid. Ze ging er zich toeleggen op genetisch onderzoek van neurodegeneratieve hersenziekten als alzheimer en de samenhang met bepaalde zenuwziekten zoals de bipolaire stoornis en de ziekte van Huntington. Hierbij ging zij gebruik maken van de hersenbank van het Instituut Born-Bunge (IBB) dat al in 1933 in Antwerpen werd opgericht. Ze werkte hier mee aan talrijke publicaties. Onder de 450 wetenschappelijk publicaties mee op haar naam behoren artikelen in Nature, Science en Nature Genetics. In 2006 schreef ze Brein & Branie. Ze is associate editor van het wetenschappelijk tijdschrift Genes, Brain and Behavior.
In 1994 behaalde Van Broeckhoven aan de Universiteit Antwerpen een hogere aggregatie in de Moleculaire Genetica en nadien was ze er van 1995 tot 2020 hoogleraar moleculaire biologie en genetica. Daarnaast was ze van 1996 tot 2019 wetenschappelijk directeur van het departement voor moleculaire genetica bij het Vlaams Instituut voor Biotechnologie (VIB), dat verbonden is aan de Universiteit Antwerpen. Sinds 1995 is ze tevens leider van de onderzoeksgroep voor Neurodegeneratieve Hersenziekten aan de Universiteit Antwerpen. Van 1990 tot 1993 was zij eveneens adviseur voor het biofarmaceutisch bedrijf Innogenetics en van 1995 tot 2001 adviseur bij het farmaceutisch bedrijf Janssen Pharmaceutica.
Van Broeckhoven ontving in 1993 de Amerikaanse Potamkin Prize uitgereikt door de American Academy of Neurology, in 1995 de Vijfjaarlijkse Prijs Joseph-Maisin voor Wetenschappelijk Onderzoek van het Nationaal Fonds voor Wetenschappelijk Onderzoek, in 2005 de Arkprijs van het Vrije Woord en in 2006 de L'Oréal-Unescoprijs voor vrouwen in de wetenschap. In 2011 ontving ze van het Europees Octrooibureau de European Inventor Award in de categorie Onderzoek voor haar Altzheimeronderzoek. Ze is grootofficier van de Leopoldsorde. In Frankrijk werd ze tot Ridder opgenomen in het Legioen van Eer. Sinds 1999 is ze geassocieerd lid van de Koninklijke Vlaamse Academie van België voor Wetenschappen en Kunsten, sinds 2008 gewoon lid.
Van Broeckhoven was tevens van 1995 tot 2007 en van 2011 tot 2016 lid van de raad van bestuur van de  GIMV. In de ranglijst van De Grootste Belg eindigde ze op de 46e plaats. In 2011 is een documentaire over haar carrière uitgezonden op Canvas als eerste aflevering van Alles voor de wetenschap, een serie over zes Belgische wetenschappers van internationale allure.
In mei 2012 kreeg Van Broeckhoven in New York de prestigieuze "Award for Medical Research" van de Metlife Foundation, een onderscheiding die wordt toegekend aan wetenschappers die belangrijk onderzoek hebben verricht in het begrijpen van alzheimer. Ze was na Bart De Strooper de tweede Belg die deze prijs in ontvangst mocht nemen.
In 2014 werd Van Broeckhoven eredoctor aan de Universiteit Hasselt.
In 2016 richtte zij mee Brein Instituut vzw op met als doel fondsen in te zamelen voor verder wetenschappelijk onderzoek naar hersenziekten.
In 2020 kreeg ze de Khalid Iqbal Award op de internationale conferentie van de Alzheimer Association.

## Politiek
Van Broeckhoven voerde bij de federale verkiezingen van juni 2007 de lijst aan voor de Kamer van volksvertegenwoordigers voor de sp.a in de kieskring Antwerpen. Deze late sociaal-politieke roeping was geïnspireerd door haar eigen ervaring met werkloosheid: ze herhaalde met klem en plaatsvervangende schaamte voor de overheid dat ze haar loopbaan als onderzoekster aan de Antwerpse universiteit in het begin van de jaren 1980 is moeten beginnen als tewerkgestelde werkloze: ze werkte voor haar promotor Rupert De Wachter om redenen van "budgettaire beperkingen" in dit nepstatuut en een aanstelling met een passende verloning volgde pas na zo'n twee jaar.
Ze werd bij de verkiezingen in de Kamer verkozen. Eerder was ze actief in een denktank van vijf personen die minister en partijleider Johan Vande Lanotte adviseerde. Van Broeckhoven ging zich als Kamerlid toeleggen op volksgezondheid, wetenschaps- en technologisch beleid en ethische en maatschappelijke thema's. Niettemin was haar parlementaire loopbaan geen succes en kon ze nooit goed gedijen in het parlement. Bij de verkiezingen van juni 2010 was ze geen kandidaat meer, hoewel ze de vierde plaats op de Senaatslijst aangeboden kreeg. Ze keerde vervolgens terug naar de wetenschap.
- Digitale Bibliotheek voor de Nederlandse Letteren: broe250
- International Standard Name Identifier: 0000 0003 6895 6597
- Nederlandse Thesaurus van Auteursnamen: 153772999
- ORCID: 0000-0003-0183-7665
- ResearcherID: G-8362-2017
- Semantic Scholar: 4900207
- Virtual International Authority File: 288501792
- WorldCat: E39PBJrGyDkp8fwHHTCXgwJbh3